# Municipio de Winsor (Dakota del Sur)
El municipio de Winsor (en inglés: Winsor Township) es un municipio ubicado en el condado de Brookings en el estado estadounidense de Dakota del Sur. En el año 2010 tenía una población de 159 habitantes y una densidad poblacional de 1,71 personas por km².

## Geografía
El municipio de Winsor se encuentra ubicado en las coordenadas 44°24′23″N 97°4′38″O / 44.40639, -97.07722. Según la Oficina del Censo de los Estados Unidos, el municipio tiene una superficie total de 93.23 km², de la cual 92,12 km² corresponden a tierra firme y (1,19 %) 1,11 km² es agua.

## Demografía
Según el censo de 2010, había 159 personas residiendo en el municipio de Winsor. La densidad de población era de 1,71 hab./km². De los 159 habitantes, el municipio de Winsor estaba compuesto por el 94,97 % blancos, el 2,52 % eran asiáticos y el 2,52 % eran de una mezcla de razas. Del total de la población el 1,89 % eran hispanos o latinos de cualquier raza.